# Puchar Irlandii w piłce siatkowej mężczyzn (2007)
Puchar Irlandii w piłce siatkowej mężczyzn 2007 (właściwie VAI Association Cup 2007) – rozgrywki o siatkarski Puchar Irlandii. Brały w nich udział kluby z Premier 32 League oraz Division 1. Zainaugurowane zostały 19 lutego. Finał odbył się 21 kwietnia w UCD Sports Complex w Dublinie.
Puchar Irlandii zdobył klub DCU, który w finale pokonał Trinity College Dublin.
MVP finału wybrany został zawodnik DCU Radosław Janora.

## Drużyny uczestniczące
| Premier 32 League 7 drużyn | Premier 32 League 7 drużyn |
| -------------------------- | -------------------------- |
| Aer Lingus                 | ćwierćfinał                |
| Aer Lingus Jets            | ćwierćfinał                |
| cbphoto.ie (Tigers)        | półfinał                   |
| DCU                        | zwycięstwo                 |
| Dublin                     | 1. runda                   |
| Trinity College Dublin     | finał                      |
| UCD                        | ćwierćfinał                |

| Division 1 3 drużyny | Division 1 3 drużyny |
| -------------------- | -------------------- |
| cbphoto.ie (Lions)   | 1. runda             |
| Cork                 | półfinał             |
| White Eagles         | ćwierćfinał          |

| Pozostałe 1 drużyna | Pozostałe 1 drużyna |
| ------------------- | ------------------- |
| UCC                 | 1. runda            |

## 1. runda
Mecze 1. rundy odbyły się w dniach 19-25 lutego.
| Drużyna 1              |     | Drużyna 2 | Sety                         |
| ---------------------- | --- | --------- | ---------------------------- |
| Trinity College Dublin | 3:0 | UCC       | (25:8, 25:16, 25:20)         |
| cbphoto.ie Lions       | 1:3 | Cork      | (22:25, 15:25, 25:15, 18:25) |
| cbphoto.ie Tigers      | 3:1 | Dublin    | (25:16, 25:16, 22:25, 25:20) |

## Ćwierćfinały
Mecze ćwierćfinałowe odbyły się w dniach 10-16 marca.
| Drużyna 1         |     | Drużyna 2              | Sety                                |
| ----------------- | --- | ---------------------- | ----------------------------------- |
| UCD               | 1:3 | Trinity College Dublin | (25:20, 23:25, 14:25, 23:25)        |
| Cork              | 3:0 | Aer Lingus Jets        | (25:23, 26:24, 25:20)               |
| cbphoto.ie Tigers | 3:2 | Aer Lingus             | (26:28, 25:23, 20:25, 25:13, 17:15) |
| White Eagles      | 0:3 | DCU                    | (13:25, 17:25, 18:25)               |

## Półfinały
Mecze półfinałowe odbyły się w dniach 31 marca-1 kwietnia.
| Drużyna 1              |     | Drużyna 2 | Sety                         |
| ---------------------- | --- | --------- | ---------------------------- |
| Trinity College Dublin | 3:0 | Cork      | (25:19, 25:19, 25:16)        |
| cbphoto.ie Tigers      | 1:3 | DCU       | (18:25, 25:23, 16:25, 22:25) |

## Finał
Mecz finałowy odbył się 21 kwietnia.
| Drużyna 1              |     | Drużyna 2 | Sety                  |
| ---------------------- | --- | --------- | --------------------- |
| Trinity College Dublin | 0:3 | DCU       | (17:25, 15:25, 22:25) |